# Mogens Ellegaard
Mogens Ellegaard (1935–1995), nascut a Dinamarca, és àmpliament considerat com el "pare de l'acordió clàssic".

## Primeres etapes
Ellegaard era el fill d'un fabricant de ganivets. Va començar estudiar l'instrument a l'edat dels vuit anys.
| « | Quan vaig començar, no hi havia absolutament cap cultura de l'acordió. A no ser que defineixis la cultura de l'acordió com 'oom-pah-pah', o el 'vals del cucut' - aquest tipus de coses. L'acordió amb botons de baix no existia, era completament desconegut quan era nen. En aquest moment, el món de l'acordió vivia en un esplèndid aïllament. No hi ha cap contacte en absolut amb el món musical exterior. Els concerts per a nosaltres van consistir en el repertori de Frosini i Deiro o música folclórica. Les possibilitats d'obtenir una educació formal i de qualitat [en acordió] eren nul·les. L'acordió no va ser acceptat en cap de les institucions de música més alta.... Les possibilitats per a un solista, per als millors intèrprets, serien una varietat de 'night club', els espectacles de dissabte a la nit .... Això és el que feia quan era molt jove. | » |

El 1952 Ellegaard es presenta a la Confédération Internationale des Accordéonistes Coupe Mondiale (Copa Mundial) als Països Baixos. En aquella experiència ell va escoltar per primera vegada unacordió de baixos lliures i va decidir que n'havia d'aconseguir un. Mentrestant, estava estudiant literatura a la Universitat de Schneekloth a Copenhaguen on es va graduar amb honors. Després del servei militar va rebre un premi de literatura per part de l'ambaixada Americana per poder anar a estudiar als Estats Units on podia pagar-se l'estada gràcies a tocar l'acordió en restaurants i concerts populars.

## Desenvolupament acordionístic
Ellegaard retorna a Dinamarca el 1958. El compositor/pianista Danès Vilfred Kjaer (1906-1969) va escriure un concert per ell, el qual va desencadenar la creació d'un concert molt popular per acordió del compositor Ole Schmidt. Schmidt estava entre el públic i va manifestar a Ellegaard que no li havia agradat. Ellegaard li contestà proposant-li que ell mateix en fes un de millor.

Ellegaard diu,
| « | Però el 1953 es van introduir els primers acords de baix nivell a Dinamarca i, per coincidència, vaig ser un dels primers estudiants a obtenir aquest instrument. . .. El 1957, el pianista Vilfred Kjaer, que també era conegut al nostre país com a compositor de música lleugera, va escriure un concert per a mi i, a través de les seves bones connexions, va poder organitzar l'estrena mundial de Jubilesse infameuse . Era un treball de caràcter lleuger, però de totes maneres un començament. En aquest concert, també per coincidència, el compositor Ole Schmidt estava assegut al públic. No li agradava la composició de Kjaer, però li va agradar l'instrument, i em va dir això sense embuts després. Així que li vaig desafiar a escriure alguna cosa millor. El 1958 va escriure Simfònica Fantasia i Allegro, op. 20 per acordió i orquestra, que va ser el primer treball realment seriós per a l'acordió escrit per un bon compositor. | » |

Fantasia simfònica i Allegro va tenir un gran èxit i va ser premiada per la Danish Radio Symphpny amb el compositor també com a director. Ole Schmidt Va afegir el següent, "Odiava l'acordió fins que vaig conèixer Mogens Ellegaard". Ell mateix va ser qui em va fer decidir per escriure el concert."
Ole Schmidt va continuar component per a Mogens. Toccata Nº1 op.24, Nº2 op.28, una suit per acordió sol de 4 peçes una de les quals va obtenir una gran popularitat "The flight of the meat ball" a més d'un segon concert per acordió. Totes aquestes peçes van donar popularitat a l'instrument i van encoratjar a d'altres compositors a escriure per acordió. Cap a mitjans dels anys 60 Ellegaard va estar treballant amb Torbjörn Lundquist. Lundquist va estar component durant una llarga etapa de la seva vida per acordió creant repertori per acordió de baixos lliures per a tots els nivells, amb obres d'alt virtuosisme.
Altres compositors escandinaus que també van escriure per Ellegaard.:
- Niels Viggo Bentzon va escriure Concert per Acordió (1962–63), En el Zoològic (1964) i Simfonia concertant (1965) per sis acordions, orquestra de corda i percussió.
- Per Nørgård va escriure Anatomic Safari (1967) per acordió de solo i Recordar (1968) per acordió i orquestra, el qual va ser dedicat a Lars Dyremose, director de l'Acadèmia d'Acordió danesa.
- Karl Aage Rasmussen va escriure Invenció (1972)
- Hans Abrahamsen va escriure Canzone (1977-8) per acordió.
- Steen Pade, Nørgård estudiant, va escriure un concert per acordió i tres obres per acordió sol: Excursions Amb Trencalls (1984), Aprilis (1987) i Cadenza (1987).
- Vagn Holmboe va escriure Sonata, Op. 143A.
- Ib Nørholm
- Poul Rovsing Olsen
- Bent Lorentzen
- Arne Nordheim
- Steen Pade
- Leif Kayser

Ellegaard ha tocat aquesta música contemporània com a solista i també en formacions de cambra per diferents països: Moscou, Ciutat de Nova York, @Tel-Aviv, Amsterdam, Roma, París, Dublín, Reykjavík, Zagreb i Toronto, per anomenar-ne uns quants. Ha tocat també com a solista amb la London Reial Philharmonic, l'orquestra Simfònica de Detroit, l'orquestra Simfònica de Toronto, La Sudwestfunk Symphonie Orchester, també a l'Estocolm, Oslo i Hèlsinki Philharmonic orquestres, l'Orquestra de la BBC escocesa, i tot d'orquestres daneses. A més ha aparegut a festivals internacionals com el Warsaw Autumn, I.S.C.M., i Bergen.

## Professor d'acordió
A principis dels 60' Ellegaard va començar a treballar amb Lars Holm al Malmö Sweden Accordion Studio de Suècia on ensenyava l'acordió de baixos lliures. Va escriure "Comprehensive Method for the Chromatic Free Bass System" que va ser publicat per Hohner a la Ciutat de Nova York el 1964. El 1970 va fundar el departament d'acordió a la The Royal Danish Academy of Music a Copenhaguen. El 1977 hi esdevingué professor a temps complet.
El 1989 va ser nomenat cap de la facultat d'acordió del Hochschule fur Musik und Darstellende Kunst a Graz, Àustria. Ha impartit classes magistrals en cursos i seminaris a la Chopin Academy de Varsòvia, Sibelius Academy de Hèlsinki, Trossingen Bundesakademie d'Alemanya, i Conservatoris d'Holanda, Espanya, etc. Actualment els seus estudiants estan ensenyant en diversos centres com acadèmies musicals d'Escandinàvia, així com a la Royal Academy de Londres, i diversos conservatoris alemanys, holandesos, i d'altres països.